# Giovanni Pico della Mirandola
Contele Giovanni Pico della Mirandola (n. 24 februarie 1463, Mirandola – 17 noiembrie 1494, Florența) a fost un filozof și învățat umanist italian din perioada Renașterii.
Pentru că a contestat dogmele intercesiunii sfinților și prefacerii, Pico a fost cenzurat, și este adesea categorisit ca un precursor al Reformei Protestante; un proto-protestant (precum și pentru simpatii față de Girolamo Savonarola). 
În faimoasa frescă a lui Rafael, „Școala din Atena”, este posibil ca Pico să fi fost reprezentat, în primele rânduri, partea stângă, ca un tânăr fără barbă și păr lung.

## Biografie
Pico della Mirandola provenea dintr-o veche familie de nobili din Italia de nord cu reședința în castelul Mirandola, în apropiere de orașul Modena. Doritor să se instruiască, renunță la privilegiile de familie în favoarea fraților săi și, la vârsta de 14 ani, începe studiul dreptului canonic la vestita Universitate din Bologna (prima Universitate europeană!), cu intenția unei cariere ecleziastice. Este atras totuși mai mult de studiul filozofiei și teologiei și, timp de șapte ani, vizitează cele mai renumite universități ale Europei din Ferrara, Padova și Paris, studiind - pe lângă filozofia scolastică aristoteliană - și limbile latină, greacă, ebraică, arameică și arabă, dobândind încă din tinerețe renumele de poliglot. În 1484, se duce la Florența, în acel timp centrul vieții spirituale umanistice, unde Marsilio Ficino conducea noua "Academie Platoniciană", încurajat și susținut de familia Medici. Sub influența lui Ficino, Pico della Mirandola înclină mai mult către filozofia lui Platon, în opoziție cu scolastica dominată de învățătura lui Aristotel, aflată în declin, și devine unul din cei mai activi participanți la discuțiile în care se căuta realizarea unei unități între idealismul platonician și spiritualitatea creștină. Pico della Mirandola era însă un eclectic, datorită cunoștințelor sale vaste în domeniul misterelor antice, doctrinei pythagoreice, învățăturilor Sfântului Augustin și ale lui Toma de Aquino, precum și în urma studiului Kabbalei și Talmudului, întreprinde o încercare ambițioasă de armonizare a tuturor învățăturilor vremii sale sub egida creștinismului, un creștinism purificat, aprofundat și extins, al cărui exponent ar fi dorit să devină. Urmând această idee, scrie "Heptaplus" (1480), o interpretare mistico-alegorică a creației conformă expunerii din Biblie. În aceeași perioadă publică "De ente et uno", care cuprinde explicații ale unor pasagii din scrierile lui Moise, Platon și Aristotel. 
În anul 1486, Pico della Mirandola pleacă la Roma și publică 900 de teze asupra tuturor temelor filozofice și teologice posibile din acel timp, adunate sub titlul "Conclusiones philosophicae, cabalisticae et theologicae", cu o introducere, "Oratio de dignitate hominis", care mai târziu va deveni unul din cele mai renumite texte filozofice ale umanismului italian. La discuția acestor teze ar fi vrut să invite la Roma pe toți învățații Europei. Papa Inocențiu al VIII-lea declară 13 din cele 900 de teze drept eretice și întâlnirea proiectată este interzisă. Deși Pico della Mirandola încearcă să se apere în lucrarea "Apologia J. Pici Mirandolani, Concordiae comitis" (1489), este condamnat și caută refugiu în Franța, unde este găsit de emisarii papei și arestat. În urma intervenției lui Lorenzo de Medici, este eliberat și se poate întoarce la Florența. Aici trăiește retras și este tot mai mult influențat de predicile lui Savonarola, în care acesta critica moravurile vremii și preconiza crearea unui stat ecleziastic fundamentalist. Pico della Mirandola consacră ultimii ani ai vieții scrierilor religioase, în apărarea creștinismului împotriva iudaismului, mahomedanismului și astrologilor. O parte a acestor scrieri a apărut postum în 1495 la Bologna sub titlul "Disputationes adversus astrologiam divinatricem", contribuind la combaterea credințelor astrologice atât de răspândite în Evul Mediu și respingând astfel posibilitatea determinării destinului omenesc prin poziția și mișcarea stelelor. Pico della Mirandola moare la 17 noiembrie 1494 în Florența.

## Opera filozofico-teologică

Opera omnia, 1601

Concepțiile de bază ale lui Pico della Mirandola au fost expuse în "Oratio de dignitate hominis". Ele reprezintă o sinteză ambițioasă a tradiției scolastico-aristoteliene cu temele noi ale umanismului. Pico della Mirandola vede această sinteză în filozofia neoplatoniciană, stabilind o ierarhie a existenței, de la corpurile neînsuflețite, urcând diverse trepte până la ființa supremă, Dumnezeu. Dumnezeu a creat pe om și l-a situat în centrul lumii, de aceea, omul nu este nici muritor, nici nemuritor, nici pământesc, nici celest. Stă în întregime în puterea lui să aleagă, în ce direcție a existenței se dezvoltă. Omul se deosebește de alte viețuitoare prin faptul că nu este legat de un anumit destin sau de o anumită lege, dimpotrivă, el are capacitatea să-și determine în mod liber modul și forma existenței, să se înjosească până la o treaptă animalică, sau să se apropie de divinitate, care stă la propria sa origine. Calea care duce la acest scop este eliberarea de pornirile simțurilor și purificarea prin cugetarea și contemplația filozofică.